# Oczków
Oczków – najbardziej wysunięta na północ dzielnica Żywca. Do 1991 r. stanowiła odrębną wieś.

## Historia
Osada Oczków powstała najprawdopodobniej w XVI w. Początkowo należała do Komorowskich herbu Korczak. W 1595 roku wieś położona w powiecie śląskim województwa krakowskiego była własnością kasztelana sądeckiego Krzysztofa Komorowskiego. Po podziale majątku po śmierci Krzysztofa Komorowskiego w 1608 r. weszła w skład klucza ślemieńskiego, który otrzymał najmłodszy z żyjących synów Krzysztofa – Aleksander. W 1662 miejscowość liczyła 93 mieszkańców w 10 domach. Dobra te przejęli następnie Wielopolscy, a pod koniec XVIII w. wieś przeszła w ręce rodziny Michałowskich. Od 1872 r. właścicielami Oczkowa byli Antoni i Leokadia Michałowscy, potem do zakończenia II wojny światowej wsią władali Habsburgowie.
Słownik geograficzny Królestwa Polskiego i innych krajów słowiańskich z 1880 r. opisuje Oczków następująco:
„Oczków – wś, pow. żywiecki, odl. 4 klm od Żywca, po płn. stronie gościńca andrychowsko-kocierskiego, nad pot. wypływającym na płn obszarze tejże gminy i uchodzącym poniżej wsi do Łękawki z prawego brzegu. Na zach. leżą obszary wsi Zadziela, Tresny, na płn. obszarze Międzybrodzia, na wsch. Kocierz i Łękawica, a na płd. obszar Moszczanicy. W płn. stronie na granicy Tresny, Międyzbrodzia i Oczkowa wznosi się szczyt Jaworzyna (864 mt.), na płd. od niego szczyt Kościelec (795 mt.), wzgórze na zach wsi 512 mt., a po płd. stronie gościńca wzgórze 405 mt. Zabudowania legły po obu stronach potoku. Większa posiadłość, należąca do klucza okrajnickiego, własności Antoniego i Leokadyi Michałowskich (1872 r.), obejmuje roli orn. 5, pastw. 6, lasu 153 mr.; mniejsza zać roli orn. 374, łąk i ogr. 13, pastw. 525, lasu 3 mr. austr. W 1869 r. było 538 mk., w 1850 r. 532 mk., w 1869 r. było 62 dm. Należy do par. łac. w Rychwałdzie, 6 1/2 klm. odl., ma 547 dusz rz.-kat. (r. 1885). Po śmierci Anny z Lubomirskich Wielopolskiej r. 1739, trzej bracia Wielopolscy podzielili się dobrami żywieckimi, tak że najmłodszy z nich Hieronim dostał Pieskową Skałę i Ślemień z Gilowicami, Łękawicą, Rychwałdem, Rychwałdkiem, Moszczanicą, Pewelką, Lasem, Kocierzem, Koconiem, Kurowem, Łysiną i Oczkowem, dalej Rożnów i Stryżów (Janota, Żywiecczyzna). Poczta Ślemień”.
W 1910 na terenie miejscowości funkcjonowanie rozpoczęła dwuklasowa szkoła ludowa.
18 stycznia 1912 w Oczkowie miał miejsce wypadek, w którym ucierpiała arcyksiężna Maria Teresa Habsburg, biorąca udział w zjeździe saniami bobslejowymi ze zbocza górującego nad miejscowością. Podczas jazdy sanki niespodziewanie wypadły z toru i z dużą siłą uderzyły w przydrożny słup telegraficzny. Arcyksiężna doznała utraty przytomności i złamania kości twarzy oraz pęknięcia kości czołowej. Lekarz zamkowy dr Wiktor Idziński nie był w stanie samodzielnie udzielić wystarczającej pomocy, w związku z czym z inicjatywy arcyksięcia Karola Stefana, przebywającego wówczas w Wiedniu, do Żywca w ciągu doby sprowadzono profesora Antona von Eiselsberga, wybitnego specjalistę w zakresie neurochirurgii i szefa Kliniki Chirurgii Uniwersytetu Wiedeńskiego. Księżna została poddana skomplikowanej operacji w zamkowej łazience, a zabieg ten uwieńczony został sukcesem. Dzieci arcyksiężnej postanowiły o ufundowaniu kapliczki wotywnej w miejscu wypadku w Oczkowie, w której ustawiona została figura Matki Boskiej Niepokalanie Poczętej. Pod kolumną kapliczki umieszczony został napis: „Eleonora, Renata, Karol, Mechtylda, Leon i Wilhelm 1912 r.”, współcześnie niezachowany.
Według Pierwszego Powszechnego Spisu Ludności z 1921 Oczków liczył 677 mieszkańców, z czego 674 katolików i 3 żydów. Wszyscy zadeklarowali narodowość polską.
W 1928 powstała tu jednostka Ochotniczej Straży Pożarnej.
Do 1934 wieś Oczków była siedzibą gminy jednowioskowej. 1 sierpnia 1934 została ona włączona do nowo powstałej gminy zbiorowej Sporysz. Miejscowość wyłączono z niej po likwidacji gmin w dniu 29 września 1954 i wprowadzeniu w ich miejsce nowej jednostki podziału administracyjnego w postaci gromady. Na mocy uchwały Wojewódzkiej Rady Narodowej w Krakowie z 6 października 1954 powołana została gromada Oczków. Od 2 lipca 1976 wieś wchodziła w skład gminy Gilowice-Ślemień.
15 listopada 1978 na terenie oczkowskiego Wilczego Jaru miała miejsce katastrofa autobusowa, stanowiąca wówczas największą tragedię w ruchu lądowym w powojennej historii Polski.
Oczków należał do parafii rzymskokatolickiej w Łękawicy. W latach 1982–1983 wybudowany tu został kościół św. Maksymiliana Kolbego, przy którym w 1983 powołano samodzielną parafię. 2 listopada 1983 przyjęty został plan realizacyjny położonego w pobliżu kościoła cmentarza parafialnego, a jeszcze w listopadzie odbył się tam pierwszy pochówek. W 1986 powstało ogrodzenie cmentarza oraz powiększono budynek kostnicy.
Po zniesieniu gminy Gilowice-Ślemień i utworzeniu z jej dotychczasowego obszaru trzech odrębnych gmin Gilowice, Łękawica i Ślemień, w dniu 2 kwietnia 1991 Oczków został włączony w granice miasta Żywiec.
4 czerwca 2001 otwarta została nowa siedziba miejscowej szkoły podstawowej i przedszkola.
Na mocy uchwały Rady Miejskiej w Żywcu z dnia 24 kwietnia 2025 rondo znajdujące się na skrzyżowaniu ulic Krakowskiej, Suskiej i Bławatkowej otrzymało imię Wilhelma Brassego.

## Demografia
Zmiana liczby ludności Oczkowa na przestrzeni lat 1850–2010:

## Turystyka

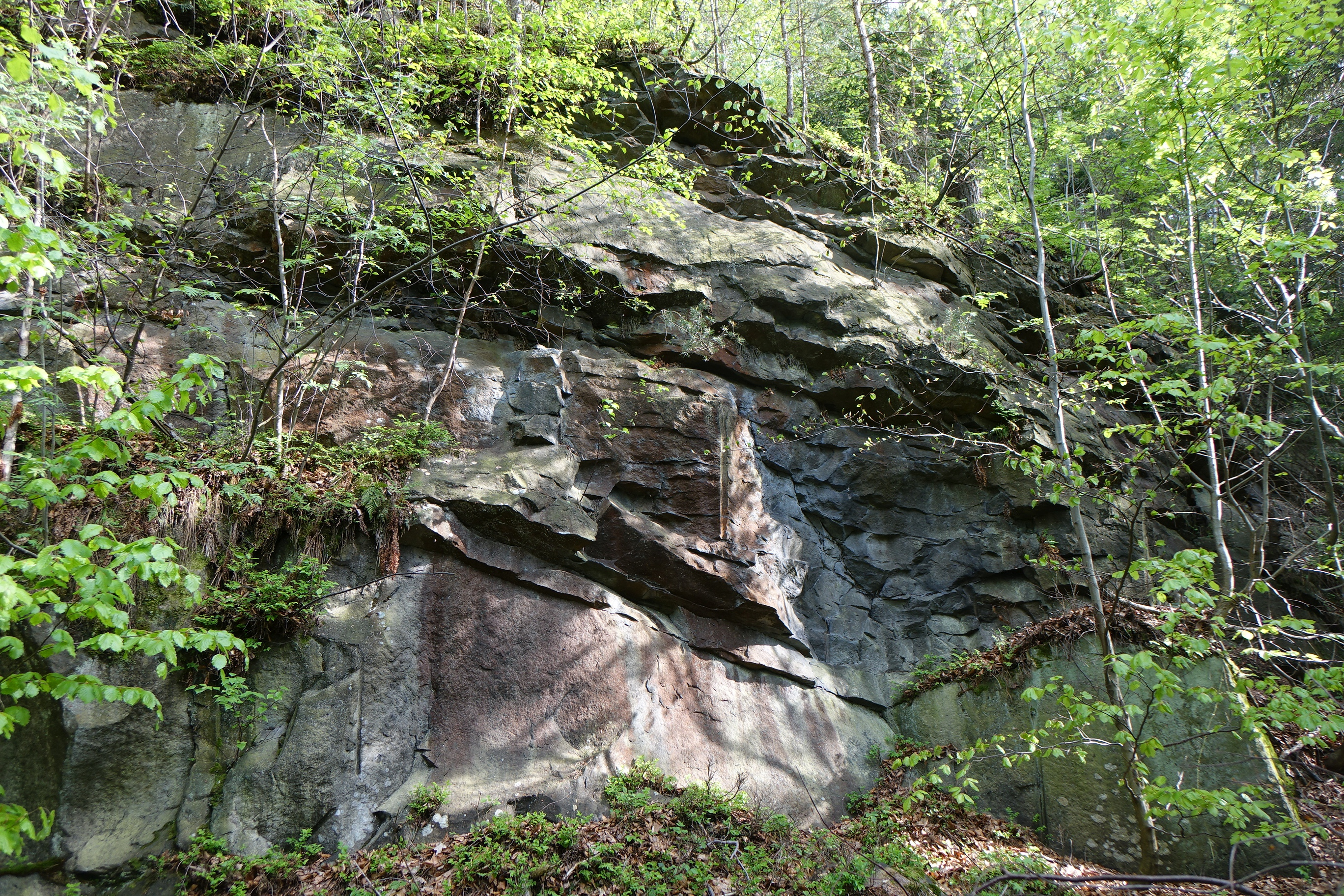
Skały Oczków

Na terenie dzielnicy znajduje się fragment Parku Krajobrazowego Beskidu Małego, w tym skały Oczków oraz najwyższy szczyt górski na terenie miasta – Jaworzyna (861 m).
Przez Oczków przebiegają dwa szlaki:
- Szlak turystyczny: Rędzina → ul. Krakowska → Stary Groń → Kościelec[28]
- Miejski Szlak Spacerowy na Jaworzynę im. Rodziny Żywieckich Habsburgów: kościół św. Maksymiliana Kolbego → ul. Krakowska → kapliczka Matki Boskiej Niepokalanie Poczętej → ul. Oczkowska → polana widokowa Rodakówka → Jaworzyna → Kościelec → Stary Groń → kościół św. Maksymiliana Kolbego[10].

## Edukacja

### Przedszkola
- Przedszkole nr 13 w Zespole Szkolno-Przedszkolnym nr 2 przy ul. Niezapominajki 14[29][30].

### Szkoły podstawowe
- Szkoła Podstawowa nr 8 im. Orła Białego w Zespole Szkolno-Przedszkolnym nr 2 przy ul. Niezapominajki 14[30][31] – dwuklasowa szkoła ludowa w Oczkowie została uruchomiona w 1910. Jej pierwszym kierownikiem został Władysław Sapiński. Po 1918 została przekształcona w szkołę powszechną. W okresie okupacji niemieckiej w trakcie II wojny światowej jej nauczyciele organizowali tajne nauczanie. W 1947 budynek szkoły uzyskał podłączenie do sieci energetycznej, następnie był wielokrotnie rozbudowywany i modernizowany[9]. W roku szkolnym 1993/1994 do szkoły uczęszczało 115 dzieci. Zajęcia dla klas 4–8 odbywały się w budynku starej szkoły, natomiast uczniowie klas 1–3 pobierali naukę w zaadaptowanym na cele oświatowe dawnym budynku mieszkalnym[32]. W 1994 przystąpiono do budowy nowej siedziby placówki. Działał Społeczny Komitet Budowy, a w prace zaangażowani byli rodzice uczniów szkoły. Nowy gmach został otwarty 4 czerwca 2001. W uroczystości udział wzięli ks. biskup Tadeusz Rakoczy, infułat Władysław Fidelus (proboszcz parafii Narodzenia Najświętszej Marii Panny), minister Jerzy Widzyk, jak również burmistrz i przewodniczy Rady Miejskiej. W budynku powstała część dydaktyczna z salami lekcyjnymi, pracowniami i gabinetami przedmiotowymi, jak również sala gimnastyczna wraz z zapleczem, część gastronomiczna oraz hotel na 33 miejsc noclegowych, zlokalizowany na poddaszu obiektu[9]. 1 września 2003 szkoła wraz z Przedszkolem nr 13 utworzyła Zespół Szkolno-Przedszkolny nr 2 w Żywcu[33]

## Komunikacja

### Transport drogowy
Do ulic Oczkowa posiadających status drogi wojewódzkiej należą:
- ul. Krakowska – stanowi część drogi wojewódzkiej nr 948 łączącej Oświęcim z Żywcem[34][26].
- ul. Suska – drogą wojewódzka 946, prowadzącą z Żywca do Suchej Beskidzkiej[34][26]

### Komunikacja miejska
Na terenie dzielnicy znajdują się 4 przystanki komunikacji miejskiej, w tym pętla autobusowa „Oczków”. Zatrzymują się na nich autobusy następujących linii:
- Oczków Skrzyżowanie – 4, 16, 17 (trasy stałe)[35]
- Oczków I – 4 (trasa stała), 17 (kursy wariantowe)[35]
- Oczków Szkoła – 4 (trasa stała), 17 (kursy wariantowe)[35]
- Oczków Pętla – 4 (trasa stała), 17 (kursy wariantowe)[35]

## Religia
Na terenie dzielnicy działalność prowadzi rzymskokatolicka parafia św. Maksymiliana Kolbego z kościołem parafialnym przy ul. Krakowskiej. Parafia dysponuje własnym cmentarzem.
Zlokalizowana jest tu ponadto kapliczka Matki Boskiej Niepokalanie Poczętej z 1912, która została wybudowana jako wotum dziękczynne za przeprowadzenie pomyślnej operacji Marii Teresy Habsburg po jej wypadku na sankach w Oczkowie, mającemu miejsce 18 stycznia 1912.

## Ulice
Na terenie dzielnicy znajdują się następujące ulice:
| - Astrów - Azaliowa - Bluszczowa - Bławatkowa - Bratkowa - Bzowa - Chabrowa - Chmielna - Cyprysowa - Fiołkowa - Głogowa - Kalinowa - Konwaliowa - Krakowska - Mieczykowa | - Nad Jeziorem - Narcyzowa - Niezapominajki - Oczkowska - Pierwiosnkowa - Przebiśniegowa - Sasankowa - Słonecznikowa - Stokrotkowa - Storczykowa - Suska - Tulipanowa - Wrzosowa - Żonkilowa |